# Бистра Винарова
Бистра Върбанова Винарова, по съпруг Радева, е българска художничка, чието творчество е силно повлияно от авангардните течения в немското изкуство от началото на ХХ в.

## Биография
Винарова е родена на 6 ноември 1890 година в София, дъщеря на Елза Винарова и генерал Върбан Винаров. Първоначално учи живопис при известната художничка Елисавета Консулова-Вазова. След това, в 1906 година, семейство Винарови се местят да живеят във Виена. След смъртта на баща си в 1908 година Бистра Винарова заминава за Германия и следва живопис при проф. Ф. Дорш в Дрезден от 1911 до 1916 година и при проф. Ханс Хофман от 1916 до 1918 година. Бистра Винарова се превръща в име сред европейския авангард, като влиза в кръга на художниците експресионисти от Червения кръг като Ото Дикс, Оскар Кокошка и българските художници Бенчо Обрешков, Жорж Папазов и други.
Бистра Винарова специализира графика във Виена в Художествената академия. В 1923 година се жени за Симеон Радев. Същата година с голям успех Винарова открива самостоятелна изложба във Виена. За нея рецензия публикува Никос Казандзакис, изтъквайки големия ѝ талант. Заради дипломатическата кариера на Симеон Радев, в периода от 1925 до 1940 година Бистра и Симеон живеят в Турция, Франция, Англия, Швейцария, Белгия, САЩ.
В 1917 година Бистра Винарова участва в колективни изложби в Мюнхен, а след това в 1922 година в Лвов (Лемберг) и в 1923 година във Виена. От 1923 година Винарова е член на Съюза на българските художници, но по политически причини няколко пъти прекратяват, а след това възстановяват членството ѝ. Тя се изявява не само в живописта, но и в областта на графиката и други. Високото художествено изпълнение е характерно за творбите на Винарова.
Винарова е награждавана с ордените „Св. св. Кирил и Методий“ I и II степен в 1963 и в 1970 година, а в 1975 година е удостоена с орден „Червено знаме на труда“.
Бистра Винарова умира на 15 април 1977 година в София.
Писателят и журналист Траян Радев (1929 – 2010) е неин син.
През лятото на 2013 г. (23 юли – 30 септември) в Националния музей на българското изобразително изкуство Държавна агенция „Архиви“ под патронажа на Министерството на културата организира първата голяма изложба на художничката в България „Богатството на българските архиви. Изкуството на Бистра Винарова (1890 – 1977)“.